# Удружење ликовних уметника Србије
Удружење ликовних уметника Србије (УЛУС) је настало 1919. године и најбројније је уметничко удружење у Србији, броји око 2000 чланова. Циљ Удружења је слободно и добровољно удруживање ликовних стваралаца са циљем унапређења уметничког стваралаштва и других заједничких циљева.

## Историја
Удружење српских уметника за пластичне уметности и музику (архитекте, сликари, вајари и музичари) је основано у новембру 1898. године у Београду. Оснивачи су били Ђока Миловановић, Ђорђе Крстић, Живко Југовић, Марко Мурат, Петар Раносовић Ранос, Риста Вукановић, Бета Вукановић, Петар Убавкић, Сима Роксандић, Светозар Ивачковић, Јован Илкић, Душан Живановић, Милорад Рувидић, Никола Несторовић, Данило Владисављевић, Сиљан Пејчиновић, Драгутин Ђорђевић, Димитрије М. Леко, Тоша Андрејевић, Јосиф Маринковић, Стеван Мокрањац, Мила Стефановић Виловска, Сидонија Илић и Драга Миловановић. По својим циљевима Удржење је представљало почетак професионалног удруживања ликовних уметника у Србији и претечу Удружења ликовних уметника Србије које је основано 15. новембра 1919. године.
Први састанак ликовних уметника — сликара и вајара — је одржан у Београду 15. новембра 1919. у сали Друге београдске гимназије. Састанку су присуствовали Урош Предић, Ђока Јовановић, Симеон Роксандић, Милан Миловановић, Бранко Поповић, Пашко Вучетић, Љубомир Ивановић, Бета Вукановић, Ана Маринковић, Стеван Милосављевић, Коста Миличевић, Драгољуб Павловић, Боривој Стефановић, Момчило Живановић, Вељко Станојевић, Живорад Атанасијевић, Илија Шобајић, Михаило Миловановић и Владимир Бецић. За председника је изабран Урош Предић, за потпредседника Бранко Поповић, за секретара Милан Миловановић, за благајника Симеон Роксандић и за управни одбор Бета Вукановићка, Владимир Бецић, Момчило Живановић, Љубомир Ивановић и Мијаило Миловановић.
Удружење сликара и вајара је основано под називом Удружење ликовних уметника у Београду и под тим именом је радило до избијања Другог светског рата, 6. априла 1941. године. За време окупације Удружење је обуставило свој рад, а обновио га је одмах након ослобођења Београда, док је рат у Југославији још трајао, 3. новембра 1944. под називом Удружење ликовних уметника Србије. Тридесетогодишњицу свог постојања су обележили изложбом „Тридесет година Удружења ликовних уметника Србије” 1975—1976, а педесетогодишњицу изложбом „Удружење ликовних уметника у Београду 1919”.
Одлуком Пленума Удружења 16. јула 1960. су установљене Златне награде које Удружење ликовних уметника Србије додељује у оквиру својих изложбених активности. У зависности од категорије додељују се четири награде: Златна палета за сликарство, Златно длето за вајарство, Златна игла за графику и Награда за проширени медиј. Награде су се додељивале на Јесењим изложбама УЛУС-а све до 1974. године, од када се додељују на Пролећним изложбама. Награда за проширени медиј се додељује од 1999. године.

## Облици деловања
Рад Удружења ликовних уметника Србије се одвија кроз следеће форме активности:
- организовање колективних, ретроспективних и самосталних изложби у Београду и другим градовима широм земље и у иностранству
- организовање разноврсних програма у галеријама Удружења и другим пунктовима
- организовање саветовања, симпозијума, издавање каталога изложби, монографија и информативног билтена Удружења
- учешће на међународним изложбама, сајмовима, конгресима и симпозијумима, рад на унапређењу социјално–правног статуса чланова
- ангажовање на решавању и побољшању материјалног, стамбеног и атељејског питања чланства
- сарадње са многобројним привредним организацијама и друштвеним установама
- сарадња са школама, установама културе, музејима, уметничким удружењима, организацијама и галеријама у земљи и иностранству
- учешћа у раду стручних тимова и друго

## Галерије
Удружење ликовних уметника Србије данас располаже са два репрезентативна галеријска простора у којима се годишње организује преко педесет изложби и других културних манифестација: Уметничким павиљоном „Цвијета Зузорић” на Малом Калемегдану бр. 1 и Галеријом УЛУС у Кнез Михаиловој 37.
Поред ових галеријских простора Удружење садржи и интернет галерију својих чланова која има четири албума: Сликари, Графичари, Вајари и Проширени медији, као и продајну галерију у Косанчићевом венцу 19.